# 진안홍삼연구소
진안홍삼연구소(鎭安紅蔘硏究所, Institute of JinAn Red Ginseng)는 진안군 홍삼(인삼),약초산업의 육성과 기술지원을 위해 설립된 진안군청 산하 재단법인으로 진안군수가 당연직 이사장을 겸임하고, 진안군의회 의장, 전북특별자치도의원, 전북특별자치도청 보건위생과장이 당연직 이사를 겸임하고 있다. 전북특별자치도 진안군 진안읍 홍삼한방로 41에 위치하고 있다.

## 설립 근거
- 진안홍삼연구소 설립 및 운영 조례[5]

## 연혁
- 2007년 6월 5일 지식경제부 지방기술혁신사업 선정 지방자치단체 연구소 육성사업
- 2008년 5월 9일 진안군의회 "재단법인 진안홍삼연구소 설립 및 운영에 관한 조례" 제정
- 2008년 5월 21일 재단법인 진안홍삼연구소 설립 발기인대회
- 2008년 9월 8일 재단법인 진안홍삼연구소 법인설립 허가 (지식경제부)
- 2008년 11월 11일 재단법인 진안홍삼연구소 법인 등기
- 2008년 11월 28일 재단법인 진안홍삼연구소 개소식 및 초대소장 이형주 취임[6] 초대 이형주 소장 취임[7]
- 2008년 3월 26일 재단법인 진안홍삼연구소 연구동 신축 기공식[8]
- 2011년 11월      제2대 이형주 연구소장 취임
- 2012년 1월      진안군수 홍삼제품 품질인증제 시행
- 2014년 3월 3일 제3대 최광태 소장 취임[9]
- 2015년 4월      제4대 고근택 소장 취임
- 2015년 12월      식약처 식품위생검사기관 자가품질위탁검사기관 재지정

## 주요 업무
- 진안홍삼연구소의 설립·운영을 위한 기본시책의 강구
- 홍삼(인삼), 약초분야 기능성 물질의 탐색, 추출, 미래기술연구
- 홍삼(인삼), 약초분야 산업화를 위한 기능성 물질의 상품화 연구
- 홍삼(인삼), 약초제품의 시험·분석·자가 품질검사 등 사업
- 홍삼(인삼), 약초분야 연구지원 사업 및 연구 성과에 대한 실용화사업
- 홍삼(인삼), 약초분야 산업화 관련기관, 대학, 연구소, 기업 등과 연구개발 시설 및 장비의 공동이용과 인력 네트워크 공유
- 진안군 지역의 홍삼(인삼), 약초 관련 산업체의 기술 및 연구지원
- 관련기관과 상호 연계 기술협력 및 협조
- 관련 업무 위임·위탁 또는 용역사업
- 그 밖에 법인의 목적달성에 필요한 사업

## 조직

### 감사

#### 진안홍삼연구소장
- 운영위원회
- 기술자문위원회
- 장비도입심의위원회
- 연구실안전관리운영위원회

## 같이 보기
- 한국인삼공사
- 한국식품연구원
- 한국한의학연구원
- 금산국제인삼약초연구소